# Crenicichla prenda
Crenicichla prenda är en fiskart som beskrevs av Lucena och Kullander 1992. Crenicichla prenda ingår i släktet Crenicichla och familjen Cichlidae. IUCN kategoriserar arten globalt som otillräckligt studerad. Inga underarter finns listade i Catalogue of Life.